# مزينة
قرية مزينة هي إحدى القرى التابعة لمركز ديروط في محافظة أسيوط في جمهورية مصر العربية. حسب إحصاءات سنة 2006، بلغ إجمالي السكان في مزينة 2688 نسمة، منهم 1299 رجل و1389 امرأة.